# Quest (Roman)
Quest ist ein Science-Fiction-Roman von Andreas Eschbach aus dem Jahr 2001.

## Inhalt
Quest bezieht sich in doppeltem Sinn auf den Inhalt des Buches. Quest ist der Name einer der Hauptfiguren im Roman. Zudem handelt das Buch vom Versuch, die letzte Aufgabe im Leben jenes Quest zu erfüllen, also eine „Quest“ im klassischen Sinne.
Die Geschichte spielt im Sternenkaiser-Universum des Romans Die Haarteppichknüpfer, dem Erstlingswerk des Autors, allerdings ca. 80.000 Jahre früher. Der 10. Sternenkaiser steht am Beginn der Invasion in die Galaxie Gheera. Eftalan Quest, ein „Edler“ im Ständesystem der gheeraischen Kultur und Kommandant des Fernerkundungs-Raumschiffes Megatao mit seiner 1.200-köpfigen Besatzung, macht sich auf, den Planeten des Ursprungs zu finden, jenen Planeten, auf dem das erste Mal Leben entstanden sein soll.
Quest ist tief zerrüttet davon, dass er die Invasion des Sternenkaisers auf seinem Heimatplaneten Toyokan nicht verhindern konnte. Bei diesem Angriff kamen bis auf ihn sämtliche Lebewesen auf dem Planeten um, was er nicht verstehen kann (vergleiche: Der Kapitän geht als Letzter von Bord). Zudem ist Quest schwer erkrankt, was er versucht zu verheimlichen, um seine Erlaubnis, die Megatao zu führen, nicht zu verlieren. Zu seinem Stellvertreter hat Quest Dawill berufen; da dieser kein Edler ist, sondern zum Stand der „Freien“ gehört, kann er nicht verlangen, von Quest den echten Missionsbefehl zu sehen. Bei diesem handelt es sich um eine banale Überprüfungsmission.
Zu Beginn der Mission lässt Quest auf einen angeblichen Befehl des Herrschers, des Pantabs hin das „Pashkanarium“ überfallen, ein uraltes Archiv der Bruderschaft von Pashkan, welches besondere Autonomie genießt und das Wissen der Menschheit sammelt.
Aus dem Pashkanarium werden die geheimgehaltenen Daten über nichtmenschliche Rassen gestohlen, wobei sich der Novize des Ordens, der junge Bailan den Entführern anbietet, bei der Entzifferung der gestohlenen Dokumente zu helfen. Er hofft, diese vor der Zerstörung zu bewahren und später zurückzubringen.
Quest will mit Hilfe der gefundenen Informationen mit Alienspezies in Kontakt treten, um sie nach dem Planeten des Ursprungs zu fragen. Es wird die Kultur der Yorsen ausfindig gemacht und Kurs auf ihren Heimatplaneten Yorsa genommen.
Auf dem Weg dorthin wird ein vierhundert Jahre altes Schiff aufgebracht, welches einen Teil seines Antriebes eingebüßt hat und sich seitdem nicht mehr überlichtschnell bewegen kann. Es stammt aus einer Periode, in der das Adelssystem vorübergehend von einer Republik abgelöst worden war. Nur einer der zehn Insassen hat den Kälteschlaf überlebt, der Kapitän des Schiffes Smeeth. Seine republikanische Herkunft führt zur Frage nach seinem Status, aber mit Hilfe des Kapitänspatents wird er als Edler angesehen.
Als man ihm nachweisen kann, dass er mit der an Bord seines Schiffes vorhandenen Technik keine 400 Jahre hätte überleben können, gibt er zu, einer von zwölf Unsterblichen aus einer gheeraischen Sage zu sein und die 400 Jahre einfach abgewartet zu haben in dem Wissen, dass er irgendwann gefunden würde.
Es stellt sich heraus, dass Smeeth schon auf Yorsa war und auch versuchte, mit den Yorsen Kontakt aufzunehmen. Diese organisieren den „Rückzug“ aller nichtmenschlichen Völker aus der Galaxis, um sie vor dem Sternenkaiser zu schützen, indem ganze Sonnensysteme in andere Galaxien mit einer den Menschen fremden Technik teleportiert werden.
Nachdem der Kontakt auf Yorsa gescheitert ist, treffen sie die Yorsen bald wieder, als diese ein komplettes Sonnensystem in eine andere Galaxis verschieben. Die Yorsen verraten Quest, dass sie den Planeten des Ursprungs auch nicht kennen, es jedoch eine noch weitaus mächtigere und ältere Spezies namens Mem’taihi gibt, die diesen Planeten kennen soll. Sie verraten ebenfalls den Planeten, auf dem die Mem’taihi ihr Hauptquartier errichtet haben. Dieser liegt in einer benachbarten Galaxis, sodass die Megatao den „Sprung“ durch den Hyperraum dorthin unternehmen muss.
Dies gelingt, doch während des Fluges durch die andere Galaxis kollabiert Quest. Nun ist dem gesamten Führungsstab klar, dass er nicht mehr in der Lage ist, das Schiff zu führen. Es entbrennt ein kurzer Streit um die Nachfolge, bis Smeeth als einziger Inhaber eines Kapitänspatentes das Kommando reklamiert, auch wenn dieses mehrere hundert Jahre alt ist. Auch kommt nun heraus, dass Quest über den Missionsbefehl gelogen und somit gemeutert hat. Smeeth übernimmt das Kommando und lässt weiter Kurs auf den Planeten der Mem’taihi nehmen. Der Planet wird erreicht, ist jedoch vollständig verlassen und es ist unklar, ob die Mem’taihi überhaupt noch existieren. Es existieren monumentale Bauwerke, die jedoch beim Betreten des Planeten in sich zusammenstürzen.
Nachdem die Suche hier gescheitert scheint, offenbart Smeeth, angeblich schon einmal auf dem Planeten des Ursprungs gewesen zu sein. Der Planet, den er als den des Ursprungs bezeichnet, liegt in einiger Entfernung, aber in derselben Galaxis. Smeeth erfüllt Quests Bitte, dorthin zu fliegen. Quest landet allein auf dem Planeten, um Gott, den er dort zu finden glaubt, um Rechenschaft zu bitten für die Krankheit, welche ihn langsam tötet, und sein Überleben der Schlacht von Toyokan, welches er nicht verstehen kann.
Nach einer gewissen Zeit kommt Quest zurück und ist nun völlig verändert. Er glaubt, Gott tatsächlich begegnet zu sein, und stirbt bald darauf als zufriedener Mensch. Nach seiner Bestattung bittet Smeeth darum, mit seinem zwischenzeitlich instandgesetzten Schiff auf eigene Faust weiterzufliegen. Das Kommando gibt er an Dawill ab mit dem Rat, die komplette Besatzung sämtlicher Stände über die Lage zu informieren und abstimmen zu lassen, was zu tun sei. Smeeth rät davon ab, nach Gheerh zurückzukehren, da die Armee des Sternenkaisers es wohl schon völlig überrannt haben wird.
Am Ende stellt sich heraus, dass Smeeth gelogen hat und der Planet, auf dem Quest gelandet ist, ein ganz gewöhnlicher Planet war und nicht der Planet des Ursprungs.

## Kritik
- „… so ungefähr die größenwahnsinnigste, rasanteste und perfekteste Space Opera, die sich ein deutscher Autor bis dato einfallen ließ.“ Karsten Kruschel, in: Wolfgang Jeschke (Hrsg.): Das Science Fiction Jahr # 17. Ein Jahrbuch für den Science Fiction Leser, Ausgabe 2002.  Wilhelm Heyne Verlag, München 2002, S. 761.

## Ausgaben
- Andreas Eschbach: Quest. Roman, Heyne Verlag, München 2001, ISBN 3-453-18773-3 (mit Farbtafeln von Thomas Thiemeyer)
- Andreas Eschbach: Quest. Roman, Taschenbuchausgabe bei Heyne, München 2005, ISBN 3-453-52095-5
- Andreas Eschbach: Quest. Roman, Taschenbuchausgabe im Bastei Lübbe Verlag mit leichten Textänderungen durch den Autor, Bergisch Gladbach 2009, ISBN 978-3-404-24381-5
- Andreas Eschbach: Quest. Roman, E-Book-Ausgabe im Bastei Lübbe Verlag, Bergisch Gladbach 2011, ISBN 978-3-8387-0903-1.
- Andreas Eschbach: Quest. Roman, Hörbuchfassung von Lübbe Audio (Audio-CD, gekürzt, ca. 440 min), gelesen von Sascha Rotermund. Köln 2012, ISBN 978-3-7857-4663-9.
- Andreas Eschbach: Quest. Roman, Taschen-Neubuchausgabe im Bastei Lübbe Verlag, Köln 2021, ISBN 978-3-4042-0980-4.
- Andreas Eschbach: Quest. Roman, Hörbuchfassung von Lübbe Audio (Download, ungekürzt, ca. 1020 min), gelesen von Matthias Lühn. Köln 2022, ISBN 978-3-7540-0617-7.
- 2002 französische Übersetzung: Kwest, übertragen von Claire Duval (Editions L’Atalante, Nantes). ISBN 2-84172-216-3.

## Auszeichnungen
- 2002 – Kurd-Laßwitz-Preis für Quest als bester Roman